# Genesis Mining
A Genesis Mining az egyik legnagyobb, felhő alapú bitcoin bányászatot kínáló cég a világon. A szolgáltató amellett, hogy bitcoin bányász szerződéseket árul, aktív tagja is a közösségnek. A cég gyakran vesz részt különböző Bitcoin-nal kapcsolatos eseményeken (főként konferenciákon) a világ legkülönbözőbb pontjain, úgymint Párizs, Új-Zéland, Los Angeles, New York City vagy Hong Kong.

## Történet
A céget a három alapító tag azért hozta létre, hogy legitim alternatívát tudjanak kínálni a bitcoin bányászat iránt érdeklődőknek a sok kétes hátterű szolgáltató mellett. Fő céljuk az volt, hogy a bitcoin bányászatot a kezdők számára elérhetővé, a haladók számára pedig kényelmesebbé tegyék. A cég 2014 februárjában kezdte működését.
A Genesis Mining adatközpontja Enigma néven működik, és a világ egyik legnagyobb bányászati gazdasága. Létrehozásának idején a fő cél az Ethereum bányászata volt, de a gazdaságot rendszeresen frissítik, hogy a modern blokkláncokkal dolgozzon. Különösen a berendezés lehetővé teszi a Monero, Dash, Zcash stb. Bányászatát.
Az Enigma Izlandon található és teljes egészében a geotermikus energián működik - az energiát a Föld béléből veszi. Ez egy alternatív energiaforrásokhoz kapcsolódó megújuló erőforrás.

## Szolgáltatás
Szolgáltatásuk szerződések értékesítéséből áll. Ügyfeleik a szerződéseik révén “kibérlik” a cég bányászgépeit (illetve azok kapacitását.) egy felhőn alapuló számítógépes hálózaton keresztül.  A vállalat bányászgépei izlandi, kanadai illetve boszniai farmokon vannak felállítva. 
A Genesis Mining scrypt illetve sha256 bányászatot tesz lehetővé. A közvetlenül illetve közvetve (automatikus átváltással) bányászható kriptopénzek például:  

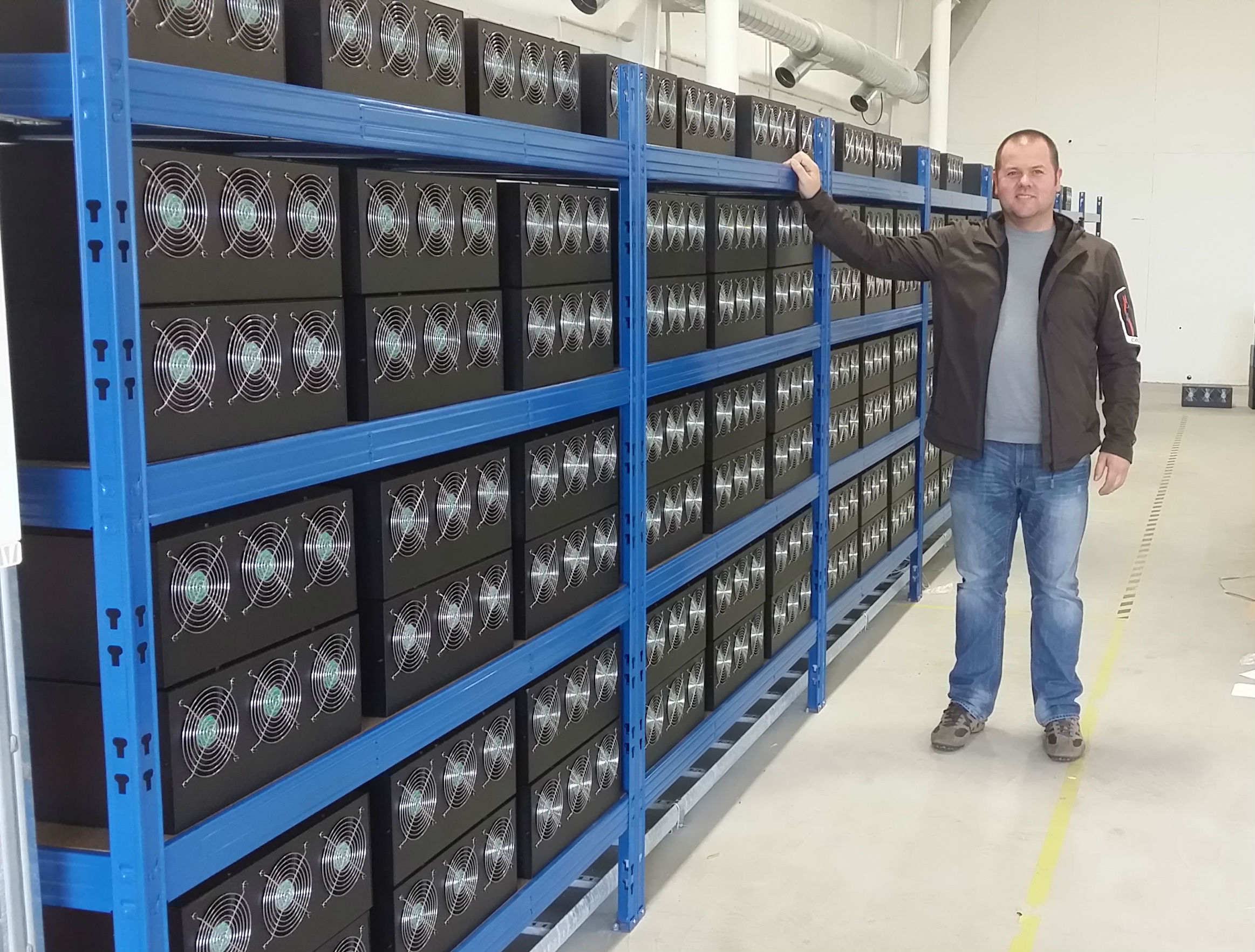
A Genesis Mining izlandi bányász farmja. A képen Zeus scrypt bányászok láthatóak.

- Bitcoin
- Litecoin
- Dash
- Dogecoin
- Monero